# Tony Matterhorn
Pour les articles homonymes, voir Matterhorn.
Tony Matterhorn est un DJ et un Selekta dancehall jamaïcain né le 9 mars 1972 à Kingston en Jamaïque.
Sa carrière débute lorsqu'en 2006 il créa un son controversé appelé le « Dutty Wine » (smash riddim). Le dutty wine est très vite dansé par les jeunes filles et beaucoup de compétitions ont lieu en Jamaïque.
Il revint ensuite avec un second single intitulé Goodas Fi Dem (gully slime riddim).